# Camila Rebelo
Camila Rodrigues Rebelo, född 3 februari 2003 i Vila Nova de Poiares, är en portugisisk simmare.

## Karriär
Vid EM 2024 i Belgrad tog Rebelo guld och noterade ett nytt nationsrekord på 200 meter ryggsim.